# AubeMort
AubeMort (Dawnthief) est un roman de James Barclay, publié en 1999, et traduit en français aux éditions Bragelonne en 2002. Il s'agit du premier tome des Chroniques des Ravens. 

## Publication
AubeMort est le premier roman publié de James Barclay. Selon l'auteur, l'écriture et l'admission pour publication ont pris près de 5 ans, et de nombreuses maisons d'édition auraient rejeté le livre. James Barclay dit tenir son inspiration des univers de jeu de rôle notamment. 

## Contexte
AubeMort se déroule sur le continent de Balaia, où s'opposent les Estiens, peuple formé de plusieurs royaumes, aux Ouestiens, peuples tribaux. Les deux peuples sont séparés par une chaîne de montagnes. Les guerres entre les deux royaumes sont fréquentes, mais se limitent souvent à des escarmouches. 
A l'Est, quatre collèges étudient et pratiquent la magie ; Julatsa (collège où on trouve fréquemment les elfes pourtant rares sur le continent), Xetesk (où les mages recherchent la puissance, notamment den utilisant les autres dimensions existantes), Dordover et Lystern, plus petit des quatre collèges de magie. Si aucun conflit n'existe réellement entre les quatre collèges, leur idéologie diffère, et des tensions font fréquemment surface. 
Sur ce continent, les Ravens forment la troupe de mercenaires la plus célèbre, menée par le Guerrier Inconnu. 

## Résumé
Lors d'une mission, les Ravens se retrouvent confronté à Denser, un mage Xetesk qui leur demande leur aide pour une mission, pour suivre les traces d'un ancien mage, Septern. Denser se prétend détenteur d'un savoir qui pourrait sauver les royaumes de l'est, en proie à une menace sans précédent. Malgré leur méfiance vis-à-vis du mage Xetesk, les Ravens acceptent d'aider Denser dans sa quête. Ils s'apprêtent à déclencher une suite d'évènements qui ira bien au-delà de la menace d'AubeMort.

## Divers
Comme l'ensemble des romans des chroniques des Ravens, AubeMort est formulé comme un sortilège dans l'univers des Ravens. 